# Лош-сюр-Урс
Лош-сюр-Урс (фр. Loches-sur-Ource) — коммуна во Франции, находится в регионе Шампань — Арденны. Департамент — Об. Входит в состав кантона Эссуа. Округ коммуны — Труа.
Код INSEE коммуны — 10199.
Коммуна расположена приблизительно в 185 км к юго-востоку от Парижа, в 100 км южнее Шалон-ан-Шампани, в 45 км к юго-востоку от Труа.

## Население
Население коммуны на 2008 год составляло 363 человека.
| 1962 | 1968 | 1975 | 1982 | 1990 | 1999 | 2008 |
| ---- | ---- | ---- | ---- | ---- | ---- | ---- |
| 420  | 397  | 468  | 431  | 389  | 397  | 363  |

## Администрация
| Период | Период | Фамилия       | Партия | Примечания |
| ------ | ------ | ------------- | ------ | ---------- |
| 2001   | 2008   | Жак Про       |        |            |
| 2008   |        | Мишель Тассен |        |            |

## Экономика
В 2007 году среди 221 человека в трудоспособном возрасте (15—64 лет) 174 были экономически активными, 47 — неактивными (показатель активности — 78,7 %, в 1999 году было 67,5 %). Из 174 активных работали 158 человек (91 мужчина и 67 женщин), безработных было 16 (7 мужчин и 9 женщин). Среди 47 неактивных 15 человек были учениками или студентами, 14 — пенсионерами, 18 были неактивными по другим причинам.

## Достопримечательности
- Мост через реку Урс. Мост был построен, вероятно, в середине XIX века. В 1836 году центральная арка была смыта водой и восстановлена в 1838 году. Памятник истории с 1996 года[3]

## Фотогалерея

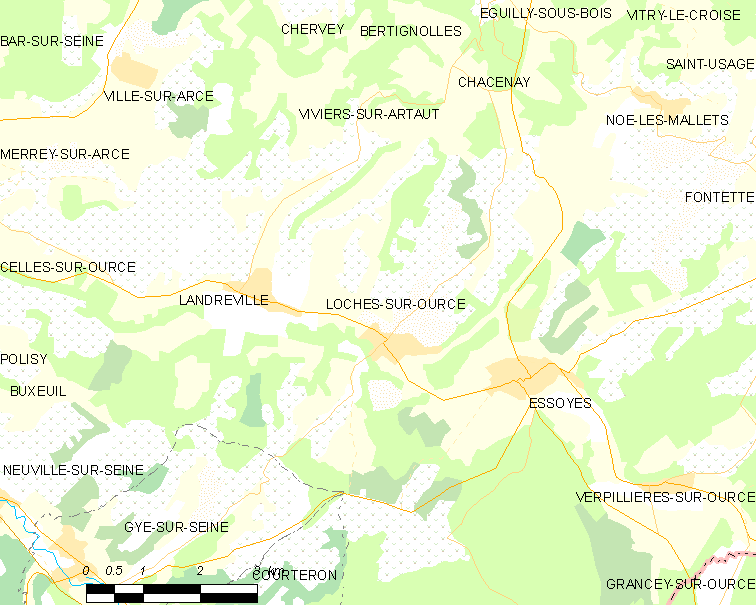
Карта коммуны